# Pietro Aretino
Pietro Aretino (20. dubna 1492 – 21. října 1556) byl italský spisovatel, dramatik, básník a satirik, mající velký vliv na současné umění a politiku a také zakladatel moderní pornografické literatury.

## Život
Pocházel z města Arezzo, kde také získal vzdělání, pak byl z města vypuzen. Tvůrčí období strávil ve městě Perugia, kde byl podporován Agostinem Chigim, bohatým bankéřem a mecenášem. Později odešel do Říma.
Když papeži Lvovi X. v roce 1514 zemřel jeho slon Hanno, Aretino napsal satirický pamflet, nazvaný “Poslední vůle slona Hanna”. Fiktivní závěť chytře zesměšňuje vůdčí politické a náboženské osobnosti Říma Aretinovy doby včetně samotného papeže. Pamflet byl úspěšný, začal Aretinovu kariéru slavného satirika, začal být známý jako “metla knížat”.
Aretino žil v kroužku literátů u svého patrona, zlepšoval své satirické schopnosti, věnoval se pomlouvání politiků a papežské kurie, povýšil římskou tradici hanopisů pasquinate na satirický žánr. Později napsal sbírku devětadvaceti pornografických sonetů Sonetti Lussuriosi (Smyslné sonety), k níž nakreslil Giulio Romano sérii nádherných, ale velmi pornografických kreseb, která byla později vydána pod titulem I Modi (doslova Způsoby, míněno jako sexuální polohy, česky vyšlo v roce 1928 jako soukromý tisk v překladu Kamila Bareše pod názvem Božského Pietra Aretina Rozkošnické sonety). Touto knihou definitivně ztratil podporu papeže Lva X.

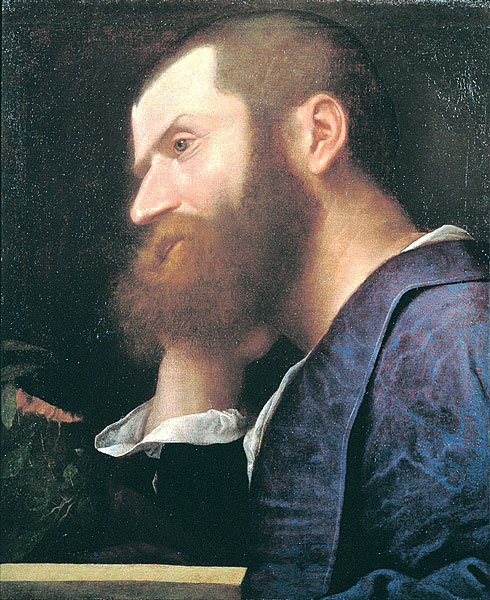
Arentino na prvním Tizianově portrétu

Po jeho smrti v roce 1521 ho podporoval kardinál Giulio de Medici, pozdější papež Klement VII., protože Aretino kritizoval jeho protivníky. Papežem ale byl po Lvovi X. zvolen Vlám Hadrián VI. (kterého Aretino označil za „německý svrab“), v důsledku čehož Aretino odešel z Říma do Mantovy, kde byl podporován vévodou Federicem II., nebo do služeb vojevůdce Giovanniho de Medici. Poté, co byl konečně Klement VII. zvolen papežem, vrátil se do Říma, ale výhrůžky smrtí, pocházející od biskupa Giovanniho Gibertiho, kterého Aretino kritizoval ve svých satirách, ho donutily k tomu, aby se v červenci 1525 vydal na cesty po severní Itálii, kde sloužil různým velmožům. V roce 1527 se nastálo usadil v Benátkách, protipapežském městě a „sídle všech neřestí“.
Aretino byl blízký přítel Tiziana, který ho nejméně třikrát portrétoval. Papež Klement VII. učinil Aretina maltézským rytířem.

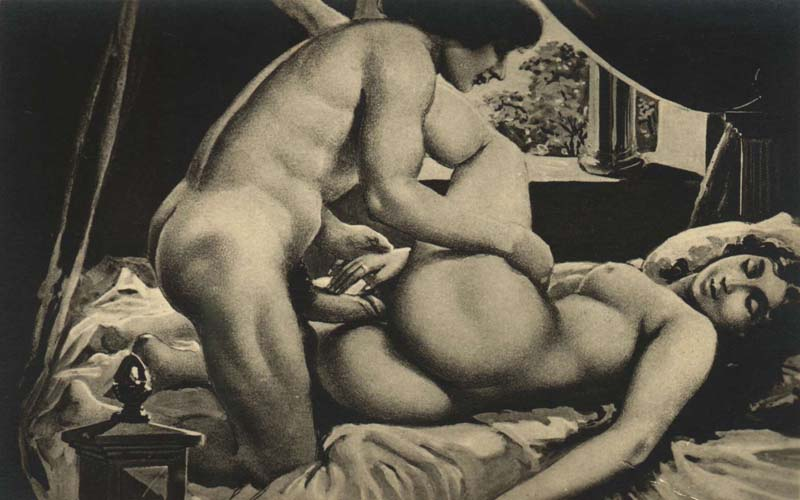
Ilustrace Smyslných sonetů od Paula Avrila z roku 1892

## Dílo

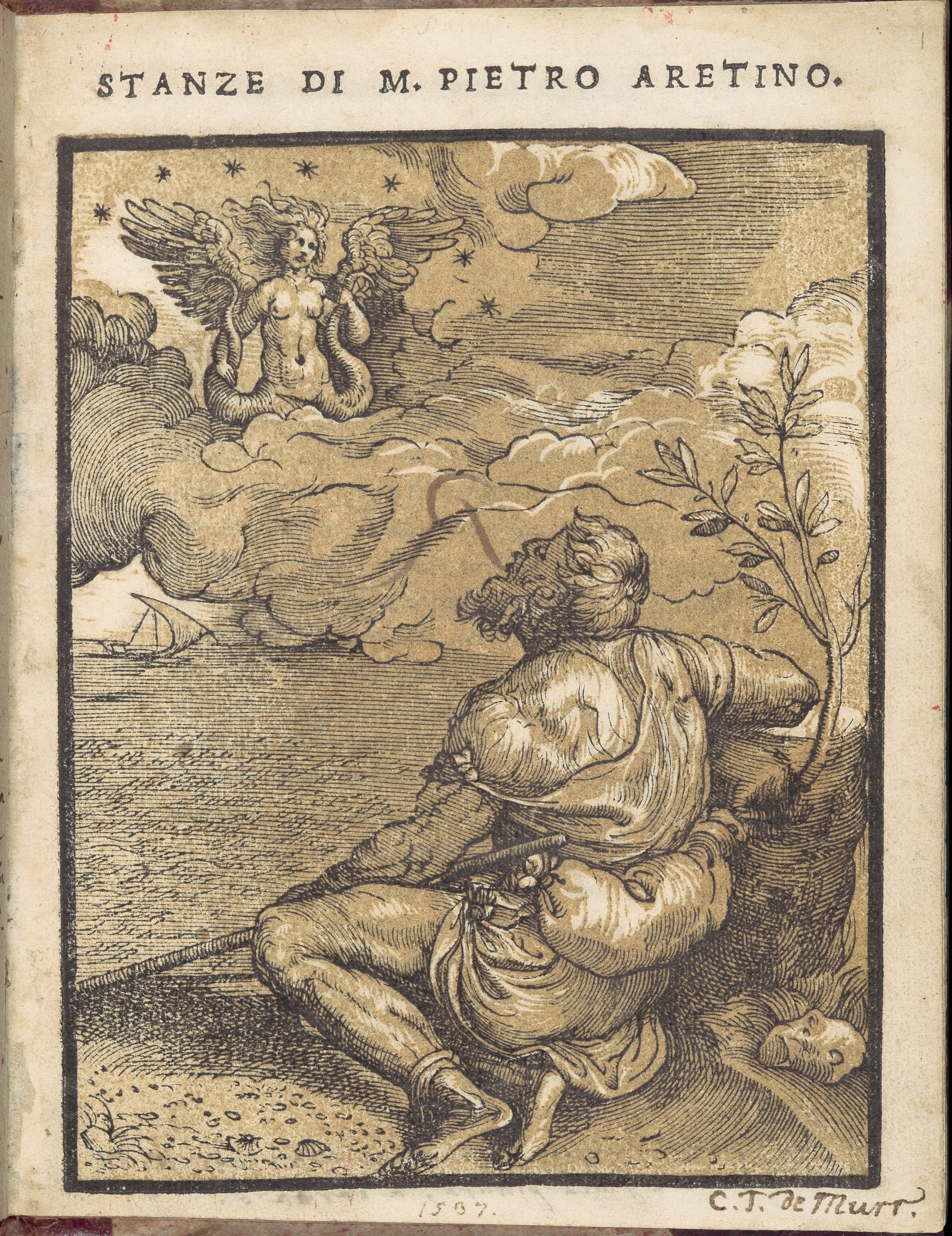
Stanze di Pietro Aretino, 1537

Psal parodie na vzletné renesanční novoplatónské dialogy (které například zasazoval do nevěstince), dopisy a komedie jako La talenta (Schopnosti) a La cortigiana (Kurtizána). La cortigiana líčí dobrodružství Messera Maca, siennského gentlemana, který cestuje do Říma, aby se stal kardinálem. Rád by si také vybojoval dámu, avšak zamiluje se do ženy, kterou vidí z okna. Umíní si, že ji může získat jen tak, že se stane dvořanem. Podvodník, kterého si najme, aby ho to naučil, mu (v parodii na soudobé návody jak být dobrým dvořanem) navrhne, aby se učil přetvařovat a lichotit, takže tráví celé hodiny před zrcadlem.